# Lapis Manalis
Il Lapis Manalis era una pietra sacra della Religione Romana. Con il termine “manalis” ci si riferiva sia alla pietra che copriva il mundus Cereris, un pozzo che si credeva fosse una porta di accesso all'Ade, sia ad un'altra pietra impiegata in un rito per propiziare la pioggia. Tale distinzione è stata riportata dal grammatico Sesto Pompeo Festo; nonostante entrambe le pietre portassero lo stesso nome si tratterebbe dunque di due oggetti distinti.

## Mundus Cereris

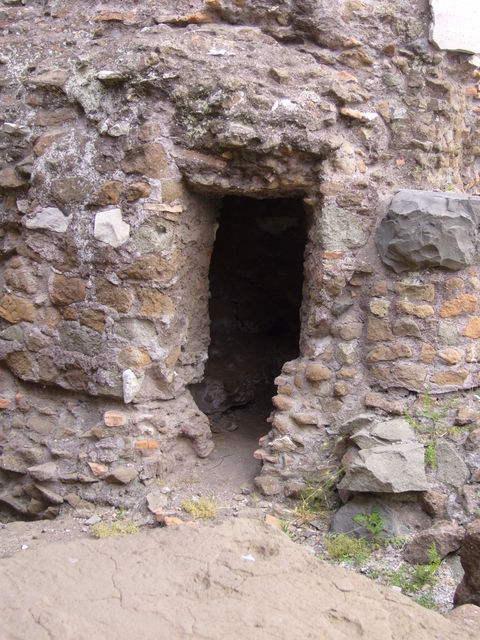
LUmbilicus Urbis Romae, il centro simbolico della città di Roma. Plutarco riteneva che il Mundus Cereris fosse legato a questo luogo simbolico.

Una pietra denominata Lapis Manalis ricopriva l'accesso al mundus Cereris, un pozzo che si credeva contenesse la porta di accesso per l'Ade, il mondo dei morti. La presenza di pozzi simili sembra fosse diffusa in molte città del Latium Vetus e dell'Etruria. Plutarco sostiene che questa tradizione fosse di origini etrusche. Roma, città di origine latina ma con importanti radici etrusche, non faceva eccezione: il mundus romano era collocato nell'antico Comizio, il luogo dove in epoca regia e repubblicana avvenivano le assemblee cittadine. Secondo la tradizione, il pozzo veniva mantenuto sempre coperto dal lapis manalis salvo in alcune occasioni. Tre volte all'anno veniva infatti simbolicamente aperto secondo la cerimonia del Mundus Patet, in modo da permettere alle anime dei defunti (i Manes, da cui il termine “manalis”) di uscire dall'Ade e comunicare con i vivi. I giorni in cui era consentito mantenere aperto il mundus erano il 24 Agosto, il 5 Ottobre e l'8 Novembre, giorni durante i quali la popolazione portava doni e cibo da offrire ai defunti. Macrobio riporta come durante questi giorni:
"Mundus cum patet, deorum tristium atque inferum quasi ianua patet"

("Quando il mundus è aperto è come se una porta venisse spalancata ai dolenti dèi dell'Oltretomba").
In questi giorni, inoltre, gli affari civili e militari venivano sospesi, sebbene essi non venissero effettivamente considerati dies nefasti.

## Uso per propiziare la pioggia
Una seconda pietra denominata Lapis Manalis veniva impiegata nel rito dell'aquaelicium (letteralmente “chiamata delle acque”) il cui scopo era quello di propiziare la pioggia in tempi di siccità. Il termine stesso "Manalis", in questo caso, non sarebbe collegato agli dèi Mani ma deriverebbe dal verbo "manare", "fluire, scorrere". Durante la cerimonia, i sacerdoti prelevavano la pietra dal luogo in cui normalmente veniva conservata, il tempio di Marte in Clivo vicino a Porta Capena, per portarla presso il tempio di Giove Capitolino. Le matrone romane, giunte al clivo Capitolino, scioglievano le loro chiome, si denudavano i piedi e così scalze ascendevano il colle in una processione denominata nudipedalia, recitando preghiere a Giove, perché concedesse la pioggia. La cerimonia assumeva un carattere funebre; i magistrati che vi prendevano parte deponevano la toga listata di porpora, e i littori portavano i fasci capovolti. Al termine della cerimonia dell'acqua veniva simbolicamente versata al di sopra della pietra e un sacrificio veniva offerto a Giove.